# سیارک ۱۷۹۷۶
سیارک ۱۷۹۷۶ (به انگلیسی: 17976 Schulman، نامگذاری:1999JQ54) هفده هزار و نهصد و هفتاد و ششمین سیارک کشف شده‌است که در ۱۰ مه ۱۹۹۹ کشف شد.
قدر مطلق سیارک برابر ۱۴٫۴ است.